# Cicurina arcata
Espèce
Synonymes
- Cicurina nina Chamberlin & Ivie, 1940

Cicurina arcata est une espèce d'araignées aranéomorphes de la famille des Cicurinidae.

## Distribution
Cette espèce est endémique de Californie aux États-Unis,. Elle se rencontre vers Arcata et North Fork.

## Description
La femelle holotype mesure 6,00 mm.

## Systématique et taxinomie
Cette espèce a été décrite par Chamberlin et Ivie en 1940.
Cicurina nina a été placée en synonymie par Roth et Brown en 1986.

## Étymologie
Son nom d'espèce lui a été donné en référence au lieu de sa découverte, Arcata.

## Publication originale
- Chamberlin & Ivie, 1940 : « Agelenid spiders of the genus Cicurina. » Bulletin of the University of Utah, Biological Series, vol. 30, no 18, p. 1-108.